# Jinping, Honghe
Jinping är ett autonomt härad i  för miao-, yao- och dai-folken i den autonoma prefekturen Honghe i Yunnan-provinsen i sydvästra Kina.  I häradet ligger en del av de terrassodlingar som bildar världsarvet Honghe Hani risterrasser.